# Federico di Baviera-Landshut
Federico di Wittelsbach (1339 – České Budějovice, 4 dicembre 1393) fu Duca di Baviera dal 1375 e di Baviera-Landshut dal 1392.

## Biografia
Era il secondo figlio di Stefano II (figlio di Ludovico il Bavaro) e di Isabella di Sicilia. 
È descritto come persona molto assennata, il suo soprannome fu infatti "il saggio" (in tedesco der Weise). Dal settembre del 1375 governò con i propri fratelli Stefano III e Giovanni II l'Alta e la Bassa Baviera, ai tre si unì lo pochi mesi dopo zio Ottone V di Baviera. Fin dall'inizio i fratelli si suddivisero l'amministrazione dei territori col proponimento di effettuare una rotazione ogni due anni dei territori amministrati, a Federico andò inizialmente la parte più ricca del ducato, la Bassa Baviera-Landshut che alla morte di Ottone (1379) amministrò da solo.
Dei tre Federico era quello con maggiore senso politico, fu colui che guidò e rappresentò la politica bavarese in diete ed assemblee. Il momento più importante fu la posizione presa nei confronti della confederazione delle città della Svevia con la quale Federico aveva dei rapporti stretti in quanto dal 1374 era proconsole (Landvogt) dell'Alta Svevia e dal 1378 anche della Bassa Svevia. Fu infatti Federico a mediare per la tregua tra il sovrano Venceslao di Lussemburgo durante l'assedio di Ulm.
Nel 1379 mosse, insieme ai fratelli, contro il sovrano Venceslao che aveva assegnato la Bassa Svevia al duca Leopoldo I d'Asburgo.
Nel 1392 l ducato venne diviso nei ducati di Baviera-Landshut che fu assegnato a Federico, Baviera-Monaco che andò a Giovanni e Baviera-Ingolstadt che venne assegnato a Stefano III . Ciononostante i tre fratelli fecero un patto di mutuo aiuto stabilendo che nessuno dei tre avrebbe iniziato un conflitto senza aver prima interpellato gli altri.
Federico fu il supervisore del re Venceslao negli affari legali. Il sovrano aveva sposato Giovanna di Baviera, una nipote di Federico che era uno dei candidati alla successione al trono. Proprio al ritorno dalla corte di Praga Federico si ammalò improvvisamente e morì in un luogo imprecisato nei pressi di České Budějovice.
Gli successe nel Ducato di Baviera-Landshut il figlio Enrico.
È sepolto presso la cripta di famiglia nell'abbazia cistercense di Seligenthal a Landshut.

## Matrimoni ed eredi
Federico si sposò due volte: la prima, il 15 febbraio del 1360 a Bad Reichenhall, con Anna di Neuffen, figlia di Bertoldo VII di Neuffen, appartenente alla casata dei signori di Neuffen. Grazie a questo matrimonio, egli riuscì ad acquisire le terre della dinastia della moglie quando questa si estinse in linea maschile. 
Da Anna egli ebbe:
- Elisabetta (1361–1382), andata sposa a Marco Visconti, Signore di Parma.

La seconda volta si sposò il 2 settembre 1381 con Maddalena Visconti, figlia di Bernabò Visconti e Beatrice della Scala, dalla quale ebbe cinque figli:
- Margherita (* 1384), sepolta nella chiesa abbaziale di Raitenhaslach;
- Elisabetta, che sposò Federico I di Brandeburgo;
- Enrico, duca di Baviera-Landshut;
- Maddalena (1388–1410), andata sposa a Giovanni Mainardo VII di Gorizia, conte palatino di Carinzia e conte di Kirchberg in Svevia;
- Giovanni (1390–1396), sepolto nella chiesa abbaziale di Raitenhaslach.

## Ascendenza
|                              |                      |                          | Genitori              |  |  | Nonni |  |  | Bisnonni                   |  |  | Trisnonni            |  |
|                              |                      |                          |                       |  |  |       |  |  | Ludovico II del Palatinato |  |  | Ottone II di Baviera |  |
|                              |                      |                          |                       |  |  |       |  |  | Ludovico II del Palatinato |  |  | Ottone II di Baviera |  |
|                              |                      | Agnese del Palatinato    |                       |  |  |       |  |  | Ludovico II del Palatinato |  |  |                      |  |
| Ludovico il Bavaro           |                      |                          |                       |  |  |       |  |  | Ludovico II del Palatinato |  |  |                      |  |
|                              |                      | Matilde d'Asburgo        | Rodolfo I d'Asburgo   |  |  |       |  |  |                            |  |  |                      |  |
|                              |                      | Matilde d'Asburgo        | Rodolfo I d'Asburgo   |  |  |       |  |  |                            |  |  |                      |  |
|                              |                      | Matilde d'Asburgo        | Gertrude di Hohenberg |  |  |       |  |  |                            |  |  |                      |  |
| Stefano II di Baviera        |                      | Matilde d'Asburgo        |                       |  |  |       |  |  |                            |  |  |                      |  |
|                              |                      | Bolko I di Świdnica      | Boleslao II di Slesia |  |  |       |  |  |                            |  |  |                      |  |
|                              |                      | Bolko I di Świdnica      | Boleslao II di Slesia |  |  |       |  |  |                            |  |  |                      |  |
|                              |                      | Bolko I di Świdnica      | Edvige di Anhalt      |  |  |       |  |  |                            |  |  |                      |  |
| Beatrice di Slesia-Glogau    |                      | Bolko I di Świdnica      |                       |  |  |       |  |  |                            |  |  |                      |  |
|                              |                      | Beatrice del Brandeburgo | Otto del Brandeburgo  |  |  |       |  |  |                            |  |  |                      |  |
|                              |                      | Beatrice del Brandeburgo | Otto del Brandeburgo  |  |  |       |  |  |                            |  |  |                      |  |
|                              |                      | Beatrice del Brandeburgo | …                     |  |  |       |  |  |                            |  |  |                      |  |
| Federico di Baviera-Landshut |                      | Beatrice del Brandeburgo |                       |  |  |       |  |  |                            |  |  |                      |  |
|                              | Pietro III d'Aragona | Giacomo I d'Aragona      |                       |  |  |       |  |  |                            |  |  |                      |  |
|                              | Pietro III d'Aragona | Giacomo I d'Aragona      |                       |  |  |       |  |  |                            |  |  |                      |  |
|                              | Pietro III d'Aragona | Iolanda d'Ungheria       |                       |  |  |       |  |  |                            |  |  |                      |  |
| Federico III di Sicilia      | Pietro III d'Aragona |                          |                       |  |  |       |  |  |                            |  |  |                      |  |
|                              |                      | Costanza II di Sicilia   | Manfredi di Sicilia   |  |  |       |  |  |                            |  |  |                      |  |
|                              |                      | Costanza II di Sicilia   | Manfredi di Sicilia   |  |  |       |  |  |                            |  |  |                      |  |
|                              |                      | Costanza II di Sicilia   | Beatrice di Savoia    |  |  |       |  |  |                            |  |  |                      |  |
| Isabella di Sicilia          |                      | Costanza II di Sicilia   |                       |  |  |       |  |  |                            |  |  |                      |  |
|                              |                      | Carlo II d'Angiò         | Carlo I d'Angiò       |  |  |       |  |  |                            |  |  |                      |  |
|                              |                      | Carlo II d'Angiò         | Carlo I d'Angiò       |  |  |       |  |  |                            |  |  |                      |  |
|                              |                      | Carlo II d'Angiò         | Beatrice di Provenza  |  |  |       |  |  |                            |  |  |                      |  |
| Eleonora d'Angiò             |                      | Carlo II d'Angiò         |                       |  |  |       |  |  |                            |  |  |                      |  |
|                              |                      | Maria Arpad d'Ungheria   | Stefano V d'Ungheria  |  |  |       |  |  |                            |  |  |                      |  |
|                              |                      | Maria Arpad d'Ungheria   | Stefano V d'Ungheria  |  |  |       |  |  |                            |  |  |                      |  |
|                              |                      | Maria Arpad d'Ungheria   | Elisabetta dei Cumani |  |  |       |  |  |                            |  |  |                      |  |
|                              |                      | Maria Arpad d'Ungheria   |                       |  |  |       |  |  |                            |  |  |                      |  |